# Langues timor-alor-pantar

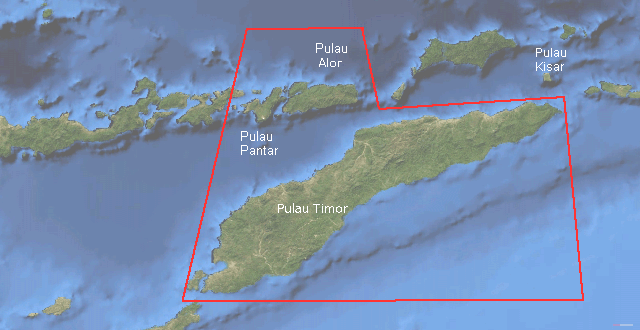
Carte montrant l'aire des langues timor-alor-pantar

Les langues timor-alor-pantar sont une famille de langues papoues parlées dans les îles de Timor, d'Alor et Pantar et Kisar, en Indonésie et au Timor oriental.

## Classification
Malcolm Ross (2005) inclut les différents groupes de langues timor-alor-pantar dans sa proposition de langues trans-nouvelle-guinée occidentales, une branche occidentale de la famille hypothétique des langues de Trans-Nouvelle-Guinée. Les langues papoues parlées à Timor et dans les îles proches sont clairement apparentées, mais le lien établi par Ross avec des langues de Papouasie est douteux. Haspelmath, Hammarström, Forkel et Bank rejettent cette classification dans le trans-nouvelle-guinée et font du timor-alor-pantar une famille de langues indépendante.

## Liste des langues
Les langues timor-alor-pantar sont :
- groupe des langues alor-pantar 
  - sous-groupe alor 
    - abui
    - kamang
    - sous-groupe kolana-tanglapui 
      - sous-groupe tanglapui 
        - kula
        - sawila

      - wersing

    - kui

  - sous-groupe alor de l'Ouest
    - sous-groupe klon-kafoa 
      - kafoa
      - kelon

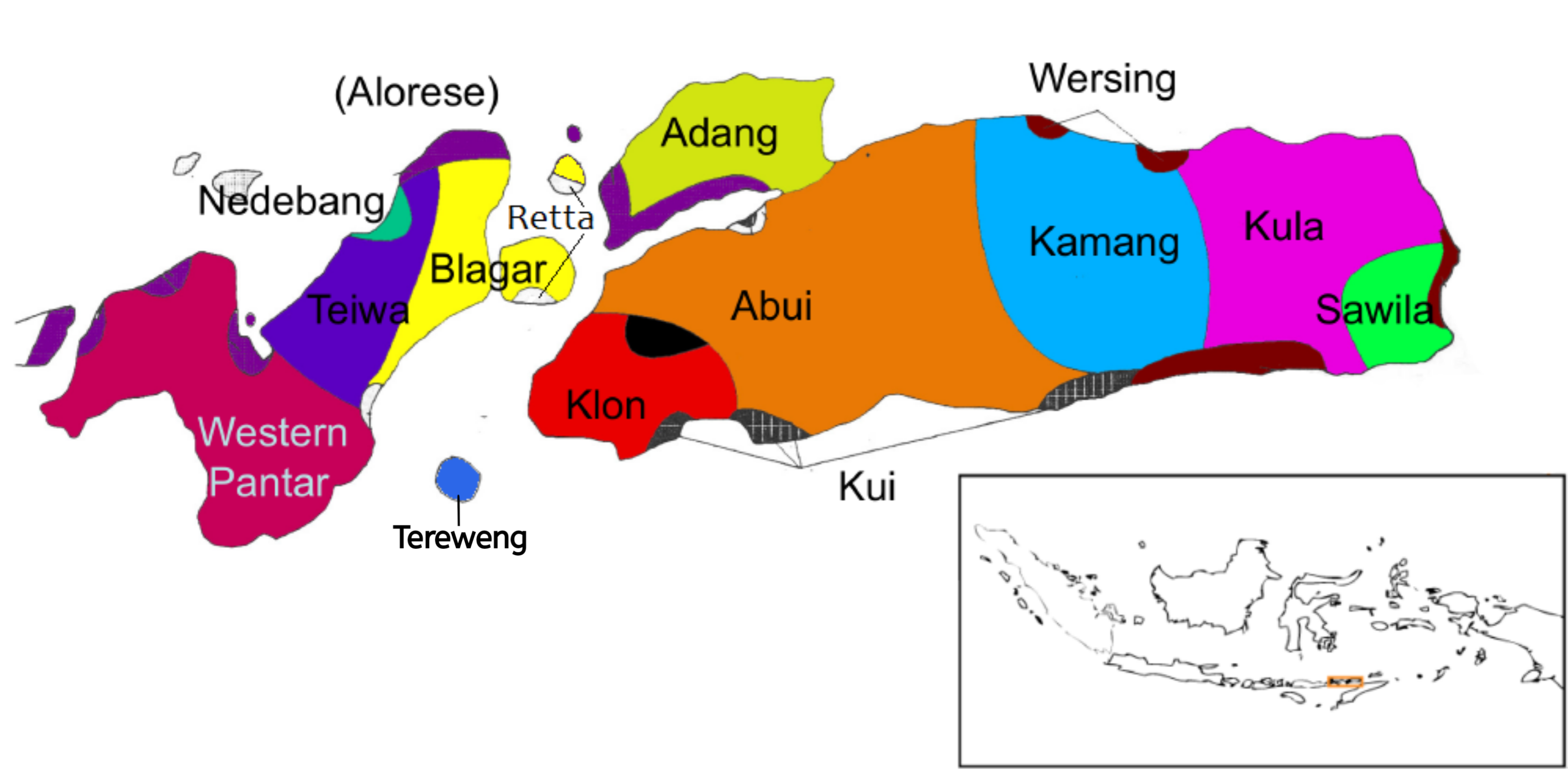
Carte montrant l'aire du groupe alor-pantar

    - sous-groupe des détroits-alor de l'Ouest 
      - sous-groupe adang-hamap-kabola 
        - adang
        - hamap
        - kabola

      - sous-groupe blagarique
        - blagar
        - retta
        - tereweng

  - kaera
  - lamma
  - nedebang
  - teiwa
- groupe des langues Timor oriental-bunaq 
  - bunak
  - sous-groupe timor oriental
    - sous-groupe fataluku-oirata 
      - fataluku
      - oirata

    - makasai

## Sources
- (en) Malcolm Ross, 2005, Pronouns as a preliminary diagnostic for grouping Papuan languages, dans Andrew Pawley, Robert Attenborough, Robin Hide, Jack Golson (éditeurs) Papuan pasts: cultural, linguistic and biological histories of Papuan-speaking peoples, Canberra, Pacific Linguistics. pp. 15–66.
- (en) Marian Klamer (éditrice), 2012, The Alor-Pantar languages: History and typology, Berlin, Language Science Press.
- (en) Tyler Heston, 2014, The Nature and Underlying Representations of Long Vowels and Diphtongs in Fataluku, Oceanic Linguistics, pp. 467-479.